# Sven Vanthourenhout
Sven Vanthourenhout (Beernem, 14 gennaio 1981) è un dirigente sportivo, ex ciclocrossista ed ex ciclista su strada belga.

## Carriera
Nel 2004 e nel 2005 ha vinto due medaglie di bronzo ai Mondiali di ciclocross nella categoria Elite, dopo che nel 2001 si era invece laureato campione del mondo a Tábor nella categoria Under-23.
Ritiratosi dall'attività agonistica nel 2016, l'anno successivo è diventato commissario tecnico della nazionale belga di ciclocross, venendo poi nominato selezionatore anche della nazionale di ciclismo su strada nel novembre del 2020.

## Palmarès

### Cross
- 1997-1998 (Juniores)

Campionati belgi, Junior
Praha, Junior
Duinencross (Koksijde), Junior
Paal, Junior
- 1998-1999 (Juniores)

Campionati belgi, Junior
Challenge Julien Cajot/GP Théo Mulheims (Leudelange), Junior
- 1999-2000 (Juniores)

Varsenare, Junior
Froidchapelle, Junior
De Pinte, Junior
- 2000-2001 (otto vittorie)

Knesselare
Cyclocross Oostende, (Ostenda)
Cyclocross Bredene, (Bredene)
Challenge Julien Cajot/GP Théo Mulheims (Leudelange)
Grote Prijs Montferland, Under-23 (Zeddam)
Campionati belgi, Under-23
Cyclocross Langemark, (Langemark)
Campionati del mondo, Under-23
- 2001-2002 (cinque vittorie)

Cyclocross Oostende, (Ostenda)
Noordzeecross, (Middelkerke)
Sylvester Cyclo-cross, (Veldegem)
GP Briek Schotte, (Desselgem)
Cyclo-Cross International de Beuvry, (Beuvry)
- 2002-2003 (quattro vittorie)

Vlaamse Houtlandcross, (Eernegem)
Dudzele Cross, (Dudzele)
Cyclocross Oostende, (Ostenda)
Kasteelcross, (Zonnebeke)
- 2003-2004 (tre vittorie)

Sylvester Cyclo-cross, (Veldegem)
Cyclocross Otegem, (Otegem)
Cyclo-cross de Harnes, 7ª prova Superprestige (Raismes)
- 2004-2005 (nove vittorie)

Dudzele Cross, (Dudzele)
Kermiscross, (Ardooie)
Noordzeecross, (Middelkerke)
Bollekescross, 2ª prova Superprestige (Hamme)
Vlaamse Houtlandcross, (Eernegem)
Cyclo-Cross International de Aigle, 8ª prova Coppa del mondo 2004-2005 (Aigle)
Cyclocross Otegem, (Otegem)
Kasteelcross, (Zonnebeke)
Grand Prix de Eecloonaar, (Eeklo)
- 2005-2006 (cinque vittorie)

Dudzele Cross, (Dudzele)
Internationale Veldrit, (Wachtebeke)
Noordzeecross, (Middelkerke)
Cyclocross Otegem, (Otegem)
Kasteelcross, (Zonnebeke)
- 2006-2007 (cinque vittorie)

Dudzele Cross, (Dudzele)
Vlaamse Houtlandcross, (Eernegem)
Cyclocross Knokke-Heist, (Knokke-Heist)
Sylvester Cyclo-cross, (Torhout)
Kasteelcross, (Zonnebeke)
- 2009-2010 (una vittoria)

Ziklo-krossa Saria, (Asteasu)
- 2011-2012 (una vittoria)

Augustijn Parkcross, (Maldegem)

#### Altri successi
- 2002-2003

Coppa del mondo, Under-23

### Strada
- 1999 (Juniores)

Omloop van de Waalse Gewesten
1ª tappa International Junioren Radrundfahrt Oberösterreich (Asten > Aschach an der Donau)
Classifica generale International Junioren Radrundfahrt Oberösterreich
- 2015 (Crelan-AA Drink, una vittoria)

2ª tappa Ronde van Vlaams-Brabant (Leefdaal > Leefdaal)

#### Altri successi
- 2002 (Domo-Farm Frites)

Grote Prijs Briek Schotte
- 2008 (Sunweb-Pro Job)

Grote Prijs Raf Jonckheere

### Mountain bike
- 1999

Knokke Beach Challenge (Beachrace)
- 2009

Knokke Beach Challenge (Beachrace)

## Piazzamenti

### Competizioni mondiali
- Campionati del mondo di ciclocross

Middelfart 1998 - Junior: 5º
Poprad 1999 - Junior: 2º
Sint-Michielsgestel 2000 - Under-23: 7º
Tábor 2001 - Under-23: vincitore
Pontchâteau 2004 - Elite: 3º
Sankt Wendel 2005 - Elite: 3º
Zeddam 2006 - Elite: 17º
Hooglede 2007 - Elite: 12º
Treviso 2008 - Elite: 7º
Hoogerheide 2009 - Elite: 7º